# Paulina Krupińska
Paulina Krupińska-Karpiel (ur. 22 czerwca 1987 w Warszawie) – polska fotomodelka, Miss Polonia 2012 i prezenterka telewizyjna.

## Życiorys
Urodziła się w Warszawie, ale dorastała w Piastowie, gdzie uczęszczała do Gimnazjum nr 1 im. Zbigniewa Gęsickiego „Juno”. Ukończyła XLVIII Liceum Ogólnokształcące im. Edwarda Dembowskiego w Warszawie i studia na Akademii Pedagogiki Specjalnej w Warszawie.
W 2004 zwyciężyła w konkursie Foto Models Poland. W 2012 zdobyła tytuł Miss Mazowsza, w tym samym roku wygrała wybory Miss Polonia, dzięki czemu reprezentowała Polskę w wyborach Miss Universe 2013, uzyskując wówczas tytuł Miss Photogenic.
W 2013 prowadziła własny cykl w Pytaniu na śniadanie. Od 2014 związana z TVN, debiutowała jako współprowadząca program dla TVN Style Klinika urody, w kolejnych latach prowadziła programy: Sekrety Doliny Inków (2016), Wychować i nie zwariować (2016). W 2019 uczestniczyła w programie TVP2 Dance Dance Dance. Od 5 marca 2020 współprowadzi poranny program Dzień dobry TVN.
Wystąpiła w reklamie PKO BP (2013). Była ambasadorką kampanii Link4 Mama, sklepów 5.10.15 oraz Pasażu Tesco. Reklamowała soczewki kontaktowe Acuvue, biuro podróży Itaka, odzież Le Désir, markę kosmetyków Natura Siberic (2018) oraz drogerię Rossmann (2020).

## Życie prywatne
26 lipca 2018, po czterech latach związku poślubiła muzyka Sebastiana Karpiela-Bułeckę. Mają córkę Antoninę (ur. 27 lipca 2015) i syna Jędrzeja (ur. 15 maja 2017).

## Osiągnięcia
- 2004: Foto Models Poland
- 2012: Miss Mazowsza
- 2012: Miss Polonia 2012
- 2013: Miss Universe, tytuł Miss Photogenic 2013

## Kampanie reklamowe
- 2013: Kampania reklamowa PKO BP pożyczki Mini Ratka[29]
- 2013: Kampania reklamowa AVON
- 2014: Kampania reklamowa biuro podróży Itaka
- 2014: Kampania reklamowa soczewek kontaktowych Acuvue marki Johnson & Johnson
- 2015: Ambasadorka marki Le Désir
- 2020: Kampania reklamowa Rossmann